# Чипизубов, Владимир Яковлевич
Владимир Яковлевич Чипизубов (01.10.1932 — 12.10.1987) — бригадир судосборщиков завода имени Ленинского комсомола Министерства судостроительной промышленности СССР, Комсомольск-на-Амуре. Герой Социалистического Труда (1974).

## Биография
Родился 1 октября 1932 года. Ребёнком переехал с родителями в д. Орловка Хабаровского края. Там окончил 6 классов.
В 1947 г. приехал в Комсомольск-на-Амуре и поступил в школу ФЗО при судостроительном заводе, где получил профессию сборщика металлических корпусов судов.
В 1949 году в первый же год работы прошёл путь от ученика слесаря-монтажника до бригадира сборщиков.
После службы в армии (1953—1956) вернулся на завод и возглавил комсомольско-молодёжную бригаду. В 1959 г. вступил в КПСС.
Повысил производительность в своей бригаде за счёт узкой специализации работников и оптимальной организации их труда.
В 1971 г. выступил инициатором соревнования «Пятилетку — за четыре года!» В итоге его бригада выполнила плановое задание за 3 года 5 месяцев и 24 дня.
В 1971 г. награждён орденом Ленина. Указом Президиума Верховного Совета СССР (с грифом «не подлежит опубликованию») от 16 января 1974 года «за выдающиеся успехи в выполнении и перевыполнении планов 1973 года и принятых социалистических обязательств» удостоена звания Героя Социалистического Труда с вручением ордена Ленина и золотой медали Серп и Молот.
Скончался в 1987 году.